# McLaren MCL36
La McLaren MCL36 è una monoposto di Formula 1 costruita dalla scuderia inglese McLaren per disputare il campionato mondiale di Formula 1 2022. La vettura è stata presentata il 12 febbraio 2022 all'interno del McLaren Technology Centre.

## Livrea
La livrea iniziale della MCL36, presentata l'11 febbraio, si discosta dalle monoposto di Woking degli ultimi anni: il colore alla base è il nero, non più così presente sulle livree McLaren dalla MCL32, mentre lo storico arancione papaya rimane il colore predominante. Il blu utilizzato sulle precedenti vetture fa spazio al celeste. L'arancione si trova sui tre flap superiori e sugli endplate dell'ala anteriore, nella striscia centrale che parte dal muso — dove è contornato da due strisce celesti che si uniscono sulla punta del muso —, che continua anche sull'halo e che termina sul cofano motore e in una vasta area su ciascuna pancia laterale. Tali aree sono sottostate da una sottile striscia celeste, la quale continua verso il retro della vettura, fino alle ruote, dove si allarga e si solleva obliquamente. I lati del muso e della cellula di sopravvivenza, invece, hanno sfondo nero. Sul cofano motore, all'altezza del poggiatesta, è presente una banda orizzontale nera che separa l'arancio delle pance e della striscia centrale e nel quale sono presenti alcuni sponsor. Il celeste si trova anche sull'ala posteriore, più precisamente nella zona laterale e sull'ala mobile del DRS, in una sottile riga che parte dagli attacchi posteriori dell'Halo e che attraversa il cofano sulla banda nera e infine di questo colore sono anche i numeri di gara. Il resto della vettura, come la parte inferiore delle pance insieme al fondo e parte delle ali anteriore e posteriore, ha il colore della base.
Dalla sessione di test, a Sakhir, la livrea della MCL36 adotta alcune variazioni: il nero della base viene esteso a tutto l'alettone posteriore, eccetto la zona superiore del flap del DRS, e a gran parte del cofano motore, la fascia azzurra che percorre il retrotreno diventa arancione e infine la zona dell'airscope viene decorata con un motivo simile a quello presente sulle pance. Per i test sul cofano viene pubblicizzata la McLaren Artura, ma dalla prima gara, a seguito di un accordo raggiunto con Google, sul cofano motore appare il logo di Android, mentre i copricerchi vengono colorati con i colori blu, rosso, verde e giallo di Google Chrome e la scritta "McLaren Artura" viene spostata dietro l’ala posteriore.
Dal Gran Premio di Miami vengono aggiunti i loghi del nuovo sponsor OKX all’interno e all’esterno delle paratie e dietro il flap principale dell’ala posteriore.
Per il Gran Premio di Ungheria, sulla livrea è presente il brand Autogrill.
Per i Gran Premi di Singapore e Giappone le due MCL36 corrono con una livrea celebrativa del ritorno della Formula 1 in Asia orientale. La nuova livrea, ideata con lo sponsor OKX, varia da quella usuale per l'adozione del colore rosa neon in sostituzione dell'azzurro e per l'inserimento di decorazioni illustranti motori ispirati allo stile cyberpunk sulle fiancate tra la fascia rosa e la zona arancione, in cima all'airscope e sulle pance dietro agli specchietti. In rosa sono riportati anche i loghi del suddetto sponsor sulle paratie esterne dell'ala posteriore e i numeri di gara sul cofano motore. Quello posto sul muso, invece, è nero. Infine dal cofano motore viene eliminata la fascia orizzontale arancione.
Per il Gran Premio di Abu Dhabi le due MCL36 mostrano una livrea rivisitata, la quale presenta delle decorazioni disegnate dall'artista libanese Anna Tangles. Tali ornamenti sono collocati sui flap e sull'esterno delle paratie dell'ala anteriore oltreché sulle pance — laddove è mantenuto lo schema cromatico ma leggermente variato quello geometrico — e rappresentano ornamenti tipici dello stile artistico di Tangles. Tale aggiornamento di livrea è parte della campagna Drive by Change organizzata da Vuse, in collaborazione con McLaren, fine a dare una piattaforma agli artisti emergenti per mostrare i loro lavori a un pubblico globale attraverso il motorsport.

## Contesto e sviluppo
Il passaggio dai motori Renault ai Mercedes doveva coincidere con l'entrata in vigore del nuovo regolamento tecnico delle cosiddette "monoposto a effetto suolo", ma a causa del congelamento degli stessi nel 2021 il propulsore tedesco ha debuttato sulla MCL35M. Lo sviluppo della MCL36 è iniziato ad inizio 2020, ma è stato sospeso dal 28 marzo 2020 al 31 dicembre 2020 a causa della posticipazione del nuovo regolamento. La McLaren ha ripreso lo sviluppo della MCL36 all'inizio di gennaio 2021 con dei test relativi all'aerodinamica. La produzione di alcuni componenti, principalmente telaio e alcune parti del cambio, è iniziato a luglio 2021. Il telaio ha superato i test di omologazione FIA ad inizio dicembre 2021.

## Caratteristiche
La MCL36 è la prima vettura della scuderia inglese che segue un nuovo corso regolamentare e si caratterizza dunque per essere completamente diversa dalle sue antenate. Il regolamento permette di progettare, dopo la sua abolizione nel 1983, un fondo curvo che permette di sfruttare l'effetto suolo. Tutta la zona dove fino all'annata precedente erano presenti i bardgeboards, ora è occupata da delle prese d'aria atte a portare aria al fondo vettura e dove sulla MCL36 si trova un deflettore che convoglia l'aria al di sotto delle pance, con quest'ultime che hanno una forma rastremata. Le prese d'aria laterali sono posizionate più in alto, mentre il cofano motore ha un'andatura regolare fino alla coda della vettura. Sempre secondo il regolamento, anche le ali vengono semplificate. L'ala anteriore è formata da 4 elementi: il muso si attacca dal secondo elemento, tutti gli elementi superiori sono attaccati lateralmente al muso come da regolamento, mentre l'elemento più basso passa sotto il muso ed è sospeso sporgendo davanti a quest'ultimo, mentre nella zona esterna gli elementi formano uno scalino per indirizzare i flussi verso l'esterno. Tutti gli elementi dell'ala formano una superficie unica con gli endplate come imposto dal regolamento. La sospensione anteriore adotta uno schema pull-rod, differenziandosi dalle annate antecedenti e utilizzata l'ultima volta dalla McLaren sulla MP4-28, mentre la sospensione posteriore adotta un sistema push rod, anch'esso in discontinuità con il passato. La MCL36 inoltre monta i cerchi da 18 pollici della BBS previsti dal regolamento, dotati di copricerchi.

## Scheda tecnica
| Caratteristiche tecniche - McLaren MCL36                                         | Caratteristiche tecniche - McLaren MCL36                                                       | Caratteristiche tecniche - McLaren MCL36                                                       | Caratteristiche tecniche - McLaren MCL36                                                                 | Caratteristiche tecniche - McLaren MCL36                                                                 | Caratteristiche tecniche - McLaren MCL36                                                                 |
| -------------------------------------------------------------------------------- | ---------------------------------------------------------------------------------------------- | ---------------------------------------------------------------------------------------------- | --- | --- | --- |
|                                                                                  |                                                                                                |                                                                                                | | | |
| Configurazione                                                                   |                                                                                                |                                                                                                | | | |
| Carrozzeria: monoposto                                                           | Carrozzeria: monoposto                                                                         | Posizione motore: centrale                                                                     | Posizione motore: centrale                                                                               | Trazione: posteriore                                                                                     | Trazione: posteriore                                                                                     |
| Dimensioni e pesi                                                                |                                                                                                |                                                                                                | | | |
| Posti totali: 1                                                                  | Posti totali: 1                                                                                | Bagagliaio: assente                                                                            | Bagagliaio: assente                                                                                      | Serbatoio: 110 kg                                                                                        | Serbatoio: 110 kg                                                                                        |
| Meccanica                                                                        |                                                                                                |                                                                                                | | | |
| Tipo motore: Mercedes-AMG F1 M13 E Performance, V6 con bancate di 90°            | Tipo motore: Mercedes-AMG F1 M13 E Performance, V6 con bancate di 90°                          | Tipo motore: Mercedes-AMG F1 M13 E Performance, V6 con bancate di 90°                          | Cilindrata: 1600 cm³                                                                                     | Cilindrata: 1600 cm³                                                                                     | Cilindrata: 1600 cm³                                                                                     |
| Distribuzione: bialbero a 4 valvole per un totale di 24 con punterie pneumatiche | Distribuzione: bialbero a 4 valvole per un totale di 24 con punterie pneumatiche               | Distribuzione: bialbero a 4 valvole per un totale di 24 con punterie pneumatiche               | Alimentazione: 500 bar-diretta (1 iniettore per cilindro)                                                | Alimentazione: 500 bar-diretta (1 iniettore per cilindro)                                                | Alimentazione: 500 bar-diretta (1 iniettore per cilindro)                                                |
| Prestazioni motore                                                               | Potenza: 1000 CV                                                                               | Potenza: 1000 CV                                                                               | Potenza: 1000 CV                                                                                         | Potenza: 1000 CV                                                                                         | Potenza: 1000 CV                                                                                         |
| Accensione: elettronica McLaren Electronic Systems (MES)                         | Accensione: elettronica McLaren Electronic Systems (MES)                                       | Accensione: elettronica McLaren Electronic Systems (MES)                                       | Impianto elettrico: McLaren Electronic Systems (MES)                                                     | Impianto elettrico: McLaren Electronic Systems (MES)                                                     | Impianto elettrico: McLaren Electronic Systems (MES)                                                     |
| Frizione: doppia                                                                 | Frizione: doppia                                                                               | Frizione: doppia                                                                               | Cambio: longitudinale McLaren, 8 marce + retromarcia, con comando semiautomatico elettronico sequenziale | Cambio: longitudinale McLaren, 8 marce + retromarcia, con comando semiautomatico elettronico sequenziale | Cambio: longitudinale McLaren, 8 marce + retromarcia, con comando semiautomatico elettronico sequenziale |
| Telaio                                                                           |                                                                                                |                                                                                                | | | |
| Corpo vettura                                                                    | monoscocca in materiale composito a nido d'ape con fibra di carbonio                           | monoscocca in materiale composito a nido d'ape con fibra di carbonio                           | monoscocca in materiale composito a nido d'ape con fibra di carbonio                                     | monoscocca in materiale composito a nido d'ape con fibra di carbonio                                     | monoscocca in materiale composito a nido d'ape con fibra di carbonio                                     |
| Sospensioni                                                                      | anteriori: pull-rod / posteriori: push rod                                                     | anteriori: pull-rod / posteriori: push rod                                                     | anteriori: pull-rod / posteriori: push rod                                                               | anteriori: pull-rod / posteriori: push rod                                                               | anteriori: pull-rod / posteriori: push rod                                                               |
| Freni                                                                            | anteriori: Freni a disco Brembo autoventilati / posteriori: Freni a disco Brembo autoventilati | anteriori: Freni a disco Brembo autoventilati / posteriori: Freni a disco Brembo autoventilati | anteriori: Freni a disco Brembo autoventilati / posteriori: Freni a disco Brembo autoventilati           | anteriori: Freni a disco Brembo autoventilati / posteriori: Freni a disco Brembo autoventilati           | anteriori: Freni a disco Brembo autoventilati / posteriori: Freni a disco Brembo autoventilati           |
| Pneumatici                                                                       | Pirelli / Cerchi: BBS da 18 in                                                                 | Pirelli / Cerchi: BBS da 18 in                                                                 | Pirelli / Cerchi: BBS da 18 in                                                                           | Pirelli / Cerchi: BBS da 18 in                                                                           | Pirelli / Cerchi: BBS da 18 in                                                                           |
| Altro                                                                            |                                                                                                |                                                                                                | | | |
| Energia batteria (a giro) 4 MJ                                                   | Sistema ERS                                                                                    | Sistema ERS                                                                                    | Sistema ERS                                                                                              | Sistema ERS                                                                                              | Sistema ERS                                                                                              |
| Potenza MGU-K: 120 kW                                                            | Giri max MGU-K: 50 000 giri/min Giri max MGU-H: 125 000 giri/min                               | Giri max MGU-K: 50 000 giri/min Giri max MGU-H: 125 000 giri/min                               | Giri max MGU-K: 50 000 giri/min Giri max MGU-H: 125 000 giri/min                                         | Giri max MGU-K: 50 000 giri/min Giri max MGU-H: 125 000 giri/min                                         | Giri max MGU-K: 50 000 giri/min Giri max MGU-H: 125 000 giri/min                                         |
| Fonte dei dati: McLaren-Mercedes F1 Team                                         |                                                                                                |                                                                                                | | | |

## Carriera agonistica

### Stagione
Nella prima gara in Bahrain la MCL36 risulta essere la vettura più lenta, con Ricciardo e Norris rispettivamente 14º e 15º sotto la bandiera a scacchi. Nel successivo Gran Premio d'Arabia Saudita Ricciardo è fermato da un problema al cambio mentre si trovava in undicesima posizione; Norris, invece, approfitta dei numerosi ritiri per conquistare il primo piazzamento a punti della stagione con un settimo posto. Il Gran Premio d'Australia registra un netto miglioramento nelle prestazioni del team britannico, con Norris che ottiene la seconda fila in qualifica. In gara le McLaren tengono un buon passo, Norris arriva quinto, seguito da Ricciardo che ottiene i primi punti della stagione nel suo Gran Premio di casa. Nella sprint disputatasi a Imola Norris e Ricciardo monopolizzano la terza fila dello schieramento. La gara dell'australiano, però, finirà dopo meno di un giro a causa di una collisione con Carlos Sainz Jr.. Norris, invece, mantiene la quarta posizione fino al cinquantatreesimo giro, quando Charles Leclerc, fino a quel momento terzo, finisce in testacoda. Norris riesce così a conquistare il primo e unico podio stagionale per la McLaren.
Le difficoltà del team si ripresentano a Miami, dove la McLaren non ottiene punti, complice il ritiro di Norris dovuto ad un contatto con Pierre Gasly. In Spagna e a Monaco è sempre Norris a giungere a punti, arrivando ottavo e sesto (facendo segnare il giro più veloce nel Principato), mentre Ricciardo fatica maggiormente con la vettura e si ritrova a battagliare nelle ultime posizioni. L'australiano torna a far segnare punti in Azerbaijan, dove chiude ottavo davanti al compagno di squadra. Il Gran Premio del Canada è nuovamente difficile per la scuderia, che non riesce ad ottenere alcun punto, mentre nel Gran Premio di Gran Bretagna il pilota britannico ottiene un sesto posto. Nelle tre gare seguenti, in Austria, Francia e Ungheria, Norris mostra una grande costanza, conquistando tre settimi posti, e anche Ricciardo raggiunge la zona punti in due occasioni. Nonostante ciò, la scuderia perde il quarto posto in classifica costruttori a favore dell'Alpine, arrivando alla pausa estiva staccata di 4 punti dalla compagine francese.
Le gare in Belgio e Olanda non sono particolarmente positive per il team, che riesce comunque a strappare un settimo posto con Norris a Zandvoort grazie ad una penalità inflitta a Sainz. Le qualifiche del Gran Premio d'Italia vedono la penalizzazione di diversi piloti: questa circostanza permette a Norris e Ricciardo di partire rispettivamente dalla terza e dalla quarta posizione. Entrambi i piloti, comunque, perdono diverse posizioni nel corso della gara, con Ricciardo costretto al ritiro da una perdita d'olio. Norris giunge invece nuovamente settimo al traguardo. Le condizioni difficile del Gran Premio di Singapore inducono all'errore diversi piloti, tra cui Hamilton e Verstappen, i due piloti della McLaren riescono ad approfittare della situazione, ottenendo un quarto e un quinto posto (nonostante Ricciardo fosse partito 16º) che valgono il momentaneo sorpasso sull'Alpine in classifica costruttori.
Il quarto posto in classifica viene perso già dalla gara successiva in Giappone, in un Gran Premio di soli 28 giri in cui Norris e Ricciardo non vanno oltre la decima e l'undicesima piazza. Partito sesto ad Austin, Norris conferma la posizione al traguardo, mentre in Messico è Ricciardo ad arrivare davanti, compiendo diversi sorpassi negli ultimi giri che gli permettono di arrivare settimo nonostante una penalità di 10 secondi dovuta ad un contatto con Yuki Tsunoda. La sua prestazione viene apprezzata anche dal pubblico che lo premia con il Driver of the Day. Dopo un doppio ritiro a San Paolo, entrambi i piloti tornano in zona punti nella gara conclusiva ad Abu Dhabi, con Norris che strappa anche il giro veloce: ciò non basta però per scavalcare l'Alpine per il quarto posto in classifica costruttori.
La McLaren conclude così la stagione al quinto posto con 159 punti, un podio e due giri veloci, in netto calo rispetto alla stagione precedente. In classifica piloti Norris è settimo con 122 punti, davanti ai due piloti dell'Alpine, mentre Ricciardo è undicesimo con 37 punti. A causa delle prestazioni non eccelse di quest'ultimo, la McLaren gli preferisce il connazionale Oscar Piastri per il 2023.

## Piloti
| Piloti ufficiali       | Piloti ufficiali | Piloti ufficiali |
| Nazione                | Nome             | Numero           |
| ---------------------- | ---------------- | ---------------- |
| Australia (bandiera)   | Daniel Ricciardo | 3                |
| Regno Unito (bandiera) | Lando Norris     | 4                |
| Piloti di riserva      |                  |                  |
| Nazione                | Nome             | Nome             |
| Messico (bandiera)     | Patricio O'Ward  | 28               |
| Spagna (bandiera)      | Álex Palou       | 28               |
| Regno Unito (bandiera) | Will Stevens     | Will Stevens     |
| Regno Unito (bandiera) | Oliver Turvey    | Oliver Turvey    |
| Stati Uniti (bandiera) | Colton Herta     | Colton Herta     |

## Risultati in Formula 1
| Anno | Team    | Motore   | Gomme | Piloti    |    |     |   |     |     |    |    |   |    |    |   |   |    |    |    |     |   |    |    |   |      |   | Punti | Pos. |
| ---- | ------- | -------- | ----- | --------- | -- | --- | - | --- | --- | -- | -- | - | -- | -- | - | - | -- | -- | -- | --- | - | -- | -- | - | ---- | - | ----- | ---- |
| 2022 | McLaren | Mercedes | P     | Ricciardo | 14 | Rit | 6 | 186 | 13  | 12 | 13 | 8 | 11 | 13 | 9 | 9 | 15 | 15 | 17 | Rit | 5 | 11 | 16 | 7 | Rit  | 9 | 159   | 5º   |
| 2022 | McLaren | Mercedes | P     | Norris    | 15 | 7   | 5 | 35  | Rit | 8  | 6  | 9 | 15 | 6  | 7 | 7 | 7  | 12 | 7  | 7   | 4 | 10 | 6  | 9 | Rit7 | 6 | 159   | 5º   |

| Legenda | 1º posto     | 2º posto | 3º posto    | A punti         | Senza punti/Non class.  | Grassetto – Pole position Corsivo – Giro più veloce Apice – Risultato Sprint (A punti) |
| Legenda | Squalificato | Ritirato | Non partito | Non qualificato | Solo prove/Terzo pilota | Grassetto – Pole position Corsivo – Giro più veloce Apice – Risultato Sprint (A punti) |